# Happy-go-Lucky
「Happy-go-Lucky」(ハッピー・ゴー・ラッキー) は、1997年5月21日に発売された大貫妙子の23枚目のシングル。アルバム『LUCY』からの先行シングルで、カップリング曲は1996年に公開された東宝配給映画『Shall we ダンス?』の主題歌として使用された。発売元はEASTWORLD/東芝EMI。

## 概要
表題曲「Happy-go-Lucky」は、グルーブ感溢れるパーカッションと色彩豊かなシンセサイザーの音をバックに、苦しい時も悲しい時も、楽天的に生きていこうというメッセージを伝えるラテン調の曲となっている。編曲は坂本龍一が担当しており、1985年6月に発売された『copine』以来12年振りとなる大貫と坂本による名コンビを復活させた楽曲である。
2013年10月には、ハナレグミが大貫のトリビュート・アルバム『大貫妙子トリビュート・アルバム -Tribute to Taeko Onuki-』でこの曲をカバーしている。
B面曲「Shall we dance?」は、1951年にブロードウェイで初演されたミュージカル『The King and I（王様と私）』の劇中曲のカバーで、1996年1月に公開された周防正行監督の映画『Shall we ダンス?』の主題歌となった。編曲は周防の従兄である周防義和が手掛けている。当初は映画のオリジナル・サウンドトラックのみの収録であった為、大貫名義の作品では本作が初収録となる。なお、この曲は日本語詞を付けずに原詩の英語のまま歌っている。

## 収録曲
1. Happy-go-Lucky (4:30)
作詞・作曲: 大貫妙子 / 編曲: 坂本龍一
2. Shall we dance? (3:08)
作詞: Oscar Hammerstein II / 作曲: Richard Rodgers / 編曲: 周防義和
3. Happy-go-Lucky〈ORIGINAL KARAOKE〉(4:25)

## 参加ミュージシャン
Happy-go-Lucky
- Keyboards, Computer Programming & Percussion: 坂本龍一
- Guitar: エディ・マルティネス（英語版）
- Bass: ウィル・リー
- Percussion: ヴィニシウス・カントゥアリア（英語版）
- Background Vocal: 大貫妙子

Shall we dance?
- Conducted by 中谷勝昭

- Drums: 市原康[5]
- Bass: 泉尚也[6]
- Flute & Piccolo Flute: 相馬充
- Clarinet: 星野正、元木瑞香[7]
- Bass Clarinet: 十亀正司[8]
- Oboe: 石橋雅一[9]、柴山洋[10]
- Trumpet: 海保泉[11]
- French Horn: 南浩之[12]、飯笹浩二[13]
- Gran Cassa: 川瀬正人[14]
- Marimba: 三沢泉[15]
- Harp: 朝川朋之
- Accordion: 風間文彦
- Strings: 桑野聖グループ

## 収録アルバム
Happy-go-Lucky
- 『LUCY』（1997年）
- 『Library 〜Anthology 1973-2003〜』（2003年）

Shall we dance?
- 『Library 〜Anthology 1973-2003〜』（2003年）
- 『Boucles d'oreilles』（2007年）- リアレンジ・ヴァージョン

## カバー
| 曲名           | アーティスト | 収録作品                                                | 発売日         |
| -------------- | ------------ | ------------------------------------------------------- | -------------- |
| Happy-go-Lucky | ハナレグミ   | 大貫妙子トリビュート・アルバム -Tribute to Taeko Onuki- | 2013年12月18日 |

## 参考資料
- 『Library 〜Anthology 1973-2003〜』（ライナーノーツ）大貫妙子、EASTWORLD/東芝EMI、2003年10月29日。TOCT-25187～8。